# Dave Anderson (Musiker)
Dave Anderson (* 1949) ist ein britischer Musiker.
Er war um 1970 Bassist bei Amon Düül II und wechselte 1971 zu Hawkwind, wo er bald durch Lemmy Kilmister ersetzt wurde. In den 1980er Jahren war er bei einigen Hawkwind-Spinoffs, z. B. bei Nik Turners Inner City Unit oder bei der Band von Robert Calvert, spielte in den späten 1980ern aber auch mehrere Alben mit den Groundhougs ein. In den Jahren nach 2000 war er wieder mit Nik Turner bei dessen Band Space Ritual tätig. 
In den 1970er Jahren gründete er außerdem das Foel Studio, wo er zahlreiche Alben und Singles produzierte, neben Produktionen aus dem Kreis der vorgenannten Bands auch solche von u. a. Scritti Politti, Mother Gong und Mandragora.